# Rafael Valle
Rafael Valle (San Juan, Puerto Rico; 1 de marzo de 1938-2 de enero de 2024) fue un baloncestista puertorriqueño que jugó en la posición de ala-pívot.

## Carrera

### Club
| Periodo   | Club                    |
| --------- | ----------------------- |
| 1957-1958 | Santos de San Juan      |
| 1959-1964 | Cangrejeros de Santurce |

### Selección nacional
Jugó para Puerto Rico de 1960 a 1963, ganó la medalla de bronce en los Juegos Panamericanos de 1963 y participó en los Juegos Olímpicos de Roma 1960 y en el Campeonato Mundial de Baloncesto de 1963.

## Logros

### Club
- Baloncesto Superior Nacional (1): 1962

### Individual
- Líder en puntos del Baloncesto Superior Nacional de 1956 (28.5 puntos por partido).[5]
- Lista de los 12 mejores baloncestistas de la historia de Puerto Rico en 2008.[6]